# Giro di Campania 1912
Il Giro di Campania 1912, edizione non ufficiale della corsa, si svolse dall'11 al 12 maggio 1912, suddiviso su 2 tappe. La vittoria fu appannaggio dell'italiano Gino Brizzi che precedette i connazionali Umberto Zoffoli e Alfredo Jacobini.

## Tappe
| Tappa | Data      | Percorso      | km | Vincitore di tappa | Leader cl. generale |
| ----- | --------- | ------------- | -- | ------------------ | ------------------- |
| 1ª    | 11 maggio | Roma > Tivoli | ?  | Gino Brizzi        | Gino Brizzi         |
| 2ª    | 12 maggio | Tivoli > Roma | ?  | Gino Brizzi        | Gino Brizzi         |

## Classifiche finali

### Classifica generale
| Pos. | Corridore       | Squadra | Tempo |
| ---- | --------------- | ------- | ----- |
| 1    | Gino Brizzi     | Bianchi | ?     |
| 2    | Angelo Gremo    | Fiat    | ?     |
| 3    | Mario Bonalanza | -       | ?     |